# Alcañiz Club de Fútbol
El Alcañiz Club de Fútbol es un club de fútbol español, de la ciudad de Alcañiz en Teruel, Aragón. Fue fundado en 1923 y compite actualmente en la Regional Preferente de Aragón (Grupo II).

## Historia
El equipo fue fundado en 1923 por D. Carlos Agudo Cruz el que sería el primer presidente. La creación del equipo impulsó la aparición de equipos en pueblos del Bajo Aragón como Calanda, Alcorisa, Híjar o Caspe.
La elección de los colores del equipo surgen de una idea de D. Casimiro Foz, directivo y D. Enrique Viñas, capitán del equipo entonces, tras ver jugar en Barcelona al AC Sparta Praga.
El equipo estuvo jugando en categorías regionales hasta que en 1959 ascendió a Tercera División, manteniéndose en la categoría durante cinco campañas, posteriormente volvió a descender a categorías regionales hasta que en el año 1986 volvió a subir a Tercera División de España, donde en 1989 consiguió acabar cuarto y disputó la Copa del Rey, posteriormente fue alternando estancias de varios años en Tercera con descenso de un año a Regional. Desde la temporada 2008 hasta la 2010 estuvo en Tercera División, en el año 2010 descendió a Regional Preferente de Aragón.
En 1995 se instaló el césped artificial y se creó una cantera de juveniles desde categoría alevín hasta juvenil.
En septiembre de 2009 terminaron las remodelaciones al césped de Alcañiz, cambiando el que se puso en 1995. El de hasta ahora es un campo artificial marcado con líneas blancas y líneas amarillas para diferenciar los dos campos de fútbol 7 que tiene. Los primeros en probar el terreno de juego fueron los entrenadores de los dos equipos de categoría Alevín Eric Laborda y Victor Perena entrenando ya con total normalidad desde ese día cualquier equipo perteneciente a este mismo club.
El campo fue oficialmente inaugurado contra el Alcorcón, en un partido amistoso con un resultado de 1-1, con un tanto en cada mitad. El gol del Alcañiz C.F. fue de penalti.

## Escudo
El escudo del Alcañiz Club de Fútbol fue diseñado por Carlos Agudo y Enrique Viñas, tiene forma de triángulo invertido dentro del cual se halla parte del escudo de Alcañiz sobre el cual está situado un balón de fútbol, con los colores negro y blanco del equipo como fondo.

## Uniforme
- Uniforme titular: Camiseta negra, pantalón blanco y medias blancas.
- Uniforme alternativo: Camiseta blanca, pantalón negro y medias blancas.

## Estadio
Cuando se fundó el club el equipo jugaba en un terreno situado lejos de la población en Torre de la Tella, tiempo más adelante se empezó a jugar en Torre de Ram ya con alguna grada y medidas reglamentarias. Tras la guerra civil el equipo jugó en varias ubicaciones hasta que a finales de los años 50 se construyó el actual campo Ciudad Deportiva Santa María donde disputa sus partidos como local.
El terreno de juego es de hierba artificial, fue renovado y estrenado en un partido jugando contra la A. D. Alcorcón, equipo revelación de la Copa del Rey de fútbol 2009-10, en enero de 2010 como parte de la reforma del estadio para instalar nuevos vestuarios, gradas, pista de atletismo, etc. mediante un convenio firmado por el ayuntamiento y la Diputación General de Aragón de más de 1,2 millones de euros.

## Datos del club
- Temporadas en Tercera División / Tercera Federación: 24.
- Mejor puesto en liga: 4.º (temporada 1989-90).
- Peor puesto en liga: 19.º (temporadas 1999-00 y 2002-03).
- Participaciones en la Copa del Rey: 1.
- Mejor puesto en Copa del Rey: 1.ª ronda (en la 1990-91).

## Palmarés

### Campeonatos regionales
- Regional Preferente de Aragón (1): 2000-01 (Grupo I).
- Primera Regional de Aragón (1): 2016-17 (Grupo IV).
- Subcampeón de la Regional Preferente de Aragón (4): 1985-86, 1991-92 (Grupo II), 2003-04 (Grupo II), 2007-08 (Grupo II).
- Subcampeón de la Primera Regional de Aragón (2): 1959-60, 1973-74.